# Mongolie-Intérieure
Cette page contient des caractères spéciaux ou non latins. S’ils s’affichent mal (▯, ?, etc.), consultez la page d’aide Unicode.
La région autonome de Mongolie-Intérieure ou simplement la Mongolie-Intérieure (mongol : ᠥᠪᠦᠷ
ᠮᠣᠩᠭ᠋ᠤᠯ, cyrillique : Өвөр Монгол, MNS : Övör Mongol ; chinois simplifié : 内蒙古 ; pinyin : nèiměnggǔ) est une des cinq régions autonomes de la Chine avec le Guangxi, le Níngxià, le Tibet et le Xinjiang.
La Mongolie-Intérieure est la partie méridionale de la Mongolie, région dans le Centre-Est de l'Asie. C'est une région qui est principalement désertique, couverte notamment par le désert de Gobi. La Mongolie-Intérieure est distincte de la Mongolie extérieure, qui était un terme utilisé par la république de Chine et les gouvernements précédents pour se référer à ce qui est maintenant l'État indépendant de Mongolie et les républiques russes de Touva et de Bouriatie.

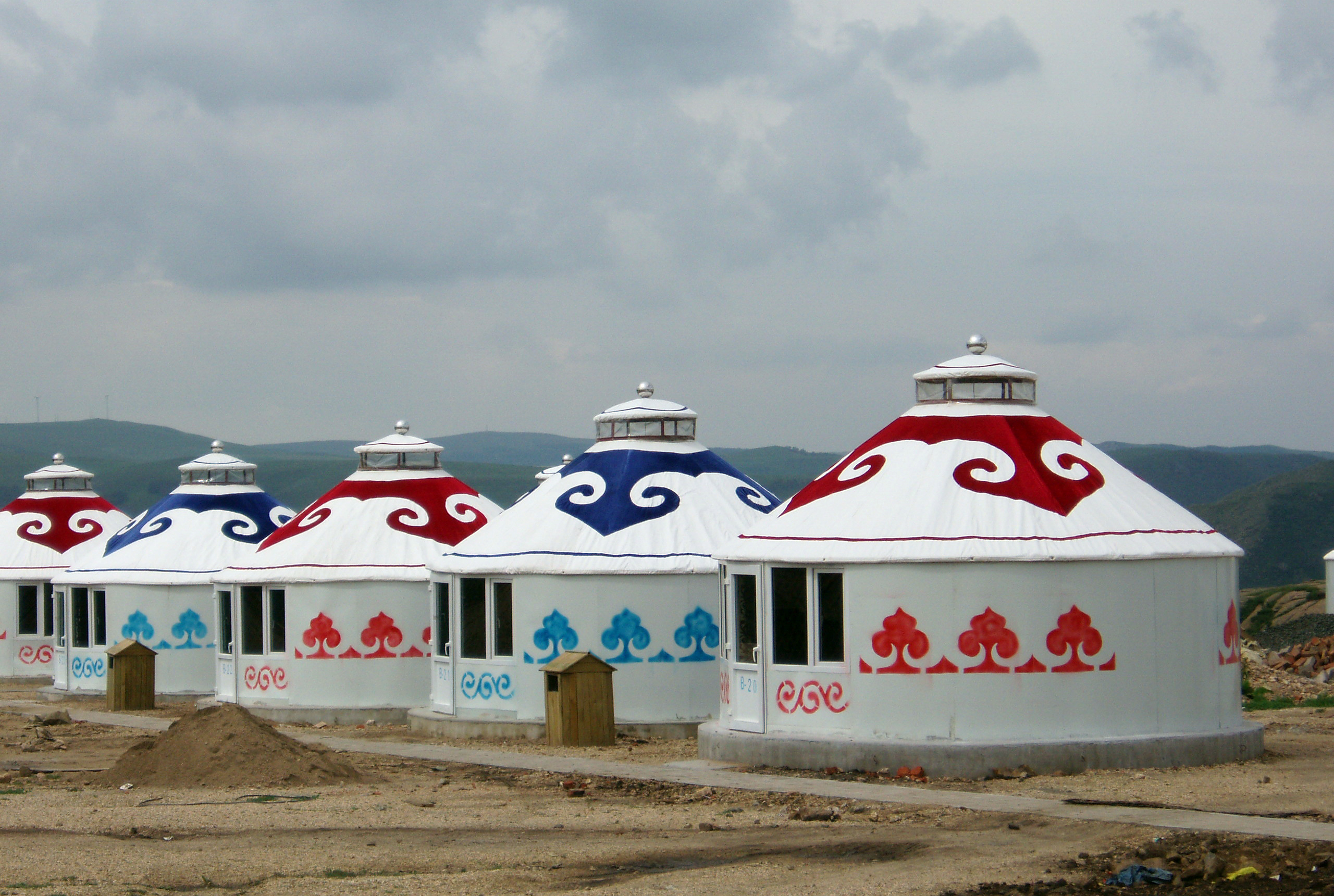
Les gers (maisons) mongoles, généralement appelées yourtes en Occident.

En mongol, la région était appelée dotuγadu mongγol « Mongolie-Intérieure » sous la dynastie Qing. Le 11 mai 1947 est fondée la région autonome de Mongolie intérieure, le gouvernement de Mongolie-Intérieure a introduit le terme de öbör mongγol, ou « Mongolie du Sud » (le terme öbör signifiant « sud d'une montagne »). Mais le nom en chinois reste 内蒙古 « Mongolie-Intérieure ». Les termes intérieur et extérieur sont dérivés du mandchou dorgi et tulergi, puisqu'ils contrôlaient la Chine depuis Pékin[réf. nécessaire], mais ils sont considérés comme sinocentriques par certains Mongols qui préfèrent utiliser Nord et Sud (aru et öbör).
La Mongolie-Intérieure est limitrophe des provinces chinoises du Heilongjiang, du Jilin, du Liaoning, du Hebei, du Shanxi, du Shaanxi, de la Région autonome Hui du Níngxià et du Gansu, et a des frontières communes avec la Mongolie et la Russie. Vaste de 1,18 million de kilomètres carrés, elle a une population de 23,76 millions d’habitants. Sa capitale est Hohhot (呼和浩特, Hūhéhàotè).

## Histoire
Au cours de son histoire, ce qui est maintenant la Mongolie-Intérieure fut contrôlé par des fermiers chinois au sud et des nomades xiongnu (Huns), xianbei, khitans, jurchen (mandchous) et mongols au nord. Sous la dynastie Qing (1644-1912), les régions habitées par des Mongols et Toungouses furent organisées en ligues (Aïmag en langue mongole) et bannières. Les Mongols ordinaires n’avaient pas le droit de voyager en dehors de leurs ligues. De plus, les Tchakhars et les Tümeds de Guihua furent organisés en bannières sous contrôle direct de l'empereur de la dynastie Qing.
Pendant le XVIIIe siècle, malgré l'interdiction de l'empire, un nombre croissant de Chinois hans commencent à migrer en Mongolie-Intérieure. En 1791, les paysans hans présents dans la Bannière avancée de Gorlos sont tellement nombreux que le djasak pétitionne pour la légalisation des immigrants. En même temps, la construction massive de monastères ouvrit la Mongolie aux marchands chinois hans.
Au milieu du XIXe siècle, la dynastie Qing dut faire face aux agressions étrangères ainsi qu’à la montée des sociétés secrètes (guerre de l'opium, révolte des Taiping) et aux avancées russes. L'impossibilité de résoudre les problèmes internes de la Chine (modernisation, famine) et les agressions étrangères entraînèrent le discrédit de la dynastie Qing. Afin de calmer les révoltes, la dynastie entreprit des réformes, comme l'ouverture de certaines terres du nord de la Chine aux paysans chinois en 1860. Cependant ces concessions ne sauvèrent pas la dynastie en fin de règne. La terre était soit vendue par les princes mongols, soit louée aux fermiers chinois, soit retirée purement et simplement des zones de pacage des bergers nomades et donnée aux paysans chinois. Selon une source chinoise, la population des Chinois hans en Mongolie-Intérieure en 1912 s'élevait à 1 500 000, dépassant largement les Mongols.
Sous la république de Chine, la Mongolie extérieure, avec le soutien de la Russie tsariste, déclara son indépendance en 1912. À partir de 1914, la Mongolie-Intérieure fut divisée en trois districts spéciaux de Rehe, Chahar, Suiyuan et la région autonome du Níngxià. À partir de 1928, les trois districts spéciaux deviennent les provinces de Rehe, Chahar et Suiyuan. La partie orientale de la Mongolie extérieure, alors partie de la Mandchourie, passa, lors de l'invasion japonaise de la Mandchourie en 1931, sous contrôle japonais puis fut intégrée à l'État fantoche du Mandchoukouo lors de sa création le 1er mars 1932. Les Japonais envahirent en 1933 la province de Rehe qu'ils annexèrent au Mandchoukouo après la bataille de Rehe.

Drapeau du Gouvernement autonome du Mengjiang.

En avril 1933, des forces du Japon, du Mandchoukouo et des troupes mercenaires chinoises envahirent la province du Chahar en Mongolie-intérieure. À partir de 1935, des contacts furent pris entre les autonomistes mongols, fédérés autour du prince Demchugdongrub, et l'empire du Japon. Le 12 mai 1936, le gouvernement du Mengjiang (chinois : 蒙疆 ; pinyin : Měngjiāng ; litt. « frontière des mongols ») fut proclamé. Ses troupes, soutenues par une armée de mercenaires chinois équipés par les Japonais, affrontèrent une première fois l'armée chinoise en octobre-novembre 1936, mais furent défaites. La guerre ouverte entre la Chine et le Japon, déclenchée quelques mois plus tard, permit au Mengjiang de survivre et de proclamer sa souveraineté sur une partie du territoire de la Mongolie-intérieure. Cet État fantoche était contrôlé par le Japon et dirigé par Demchugdongrub. En 1945, dans le cadre de l'offensive des Soviétiques contre le Japon, ceux-ci envahissent le territoire chinois par la Mongolie-intérieure et la Mandchourie. L'État du Mengjiang et le Mandchoukouo également créé par les japonais en Mandchourie, ne survivent pas à cette invasion.

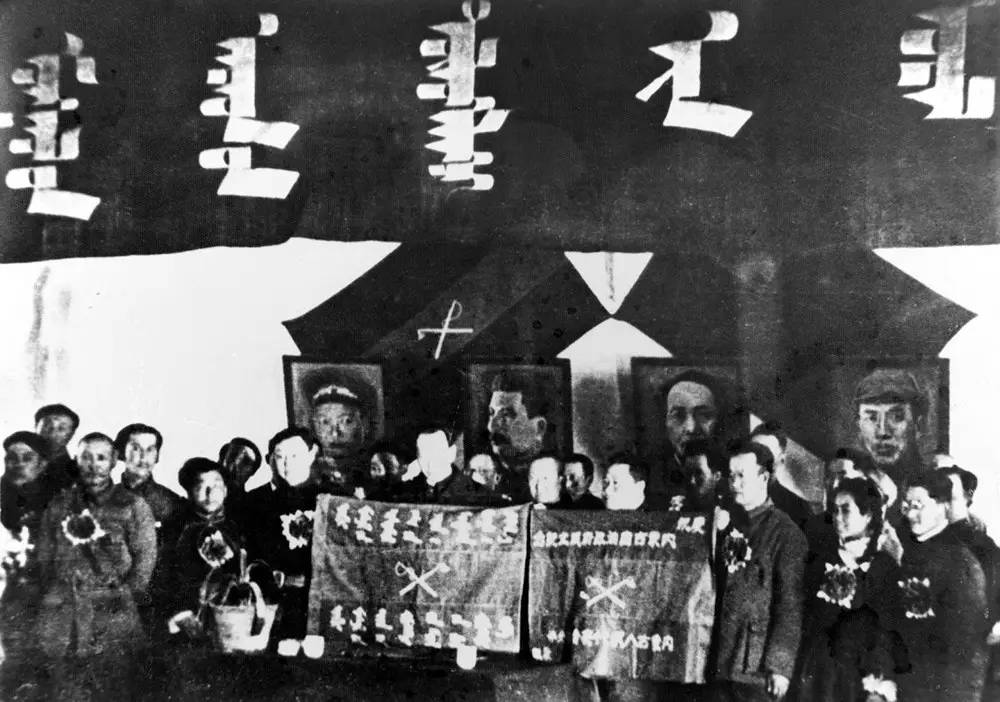
Création de l'assemblée de la Mongolie-Intérieure autonome, le 1er mai 1947.

Après la Seconde Guerre mondiale, le Parti révolutionnaire du peuple de Mongolie-Intérieure, fondé en octobre 1925, contrôlait la Mongolie-Intérieure, tandis que le Parti communiste chinois (PCC)  contrôlait une grande partie de l'ancienne Mandchourie. Ces deux partis fusionnent le 20 avril 1947 et établirent le Gouvernement autonome de Mongolie-Intérieure le 1er mai 1947.
En 1949, le parti communiste chinois prend l'ensemble de la Chine continentale au Kuomintang, Tchang Kaï-chek, son dirigeant se réfugie sur Taïwan, qu'il dirigera d'une main de fer jusqu'à sa mort. Le 1er octobre 1949, la république populaire de Chine est proclamée sur la Chine continentale, à Pékin.
À partir de 1954 la Chine entreprendra de simplifier ses divisions administratives, et la Mongolie-Intérieure récupérera une partie des provinces du Suiyuan et du Ningxia en 1954, et une partie de la province du Rehe en 1955 pour s’établir dans ses limites actuelles.
La révolution culturelle a littéralement fait disparaître, en 1969, plus de la moitié de la superficie de la Mongolie-Intérieure au profit des provinces voisines (Níngxià, Gansu, Liaoning, Jilin, Heilongjiang). La Mongolie-Intérieure ne retrouvera l'ensemble de son territoire qu'en 1979.[réf. nécessaire]
Pendant la révolution culturelle de 1966-1976, certains éléments du gouvernement chinois, tel le chef de la sécurité Kang Sheng, prétendirent que les sentiments révolutionnaires du peuple de Mongolie-Intérieure avaient discrètement été manipulés, afin de le pousser à créer une entité séparée, hostile à la Chine. Ces éléments s'employèrent alors à réprimer ce sentiment putatif ; ce qui eut pour résultat que 790 000 personnes furent persécutées dans la chasse aux sorcières qui s'ensuivit.[réf. nécessaire]. Selon Roderick Mac Farquhar et Michael, de ces personnes, 22 900 ont été battues à mort et 120 000 ont été mutilées de façon permanente.
Dans les années 1980, Xi Haiming, Huchuntegus, Wang Manglai et Hada (actuellement en détention), tous étudiants dans les universités de Hohhot, ont discuté de refonder le Parti du peuple de Mongolie intérieure, pour promouvoir l'autodétermination des Mongols de Mongolie Intérieure. Plus tard, les individus de l'est et de l'ouest de Mongolie Intérieure se sont divisés et en conséquence, Huchuntegus a établi l'Association d'Ordos de culture ethnique dans la Ligue de Ikh Juu (maintenant la ville d'Ordos) ; alors que Hada a établi l'Alliance démocratique de Mongolie méridionale en 1995, ce qui lui vaudra une peine de 15 ans de prison. Xi Haiming a fui son pays et a établi le Parti du peuple de Mongolie intérieure à New York, en mars, 1997.

## Géographie

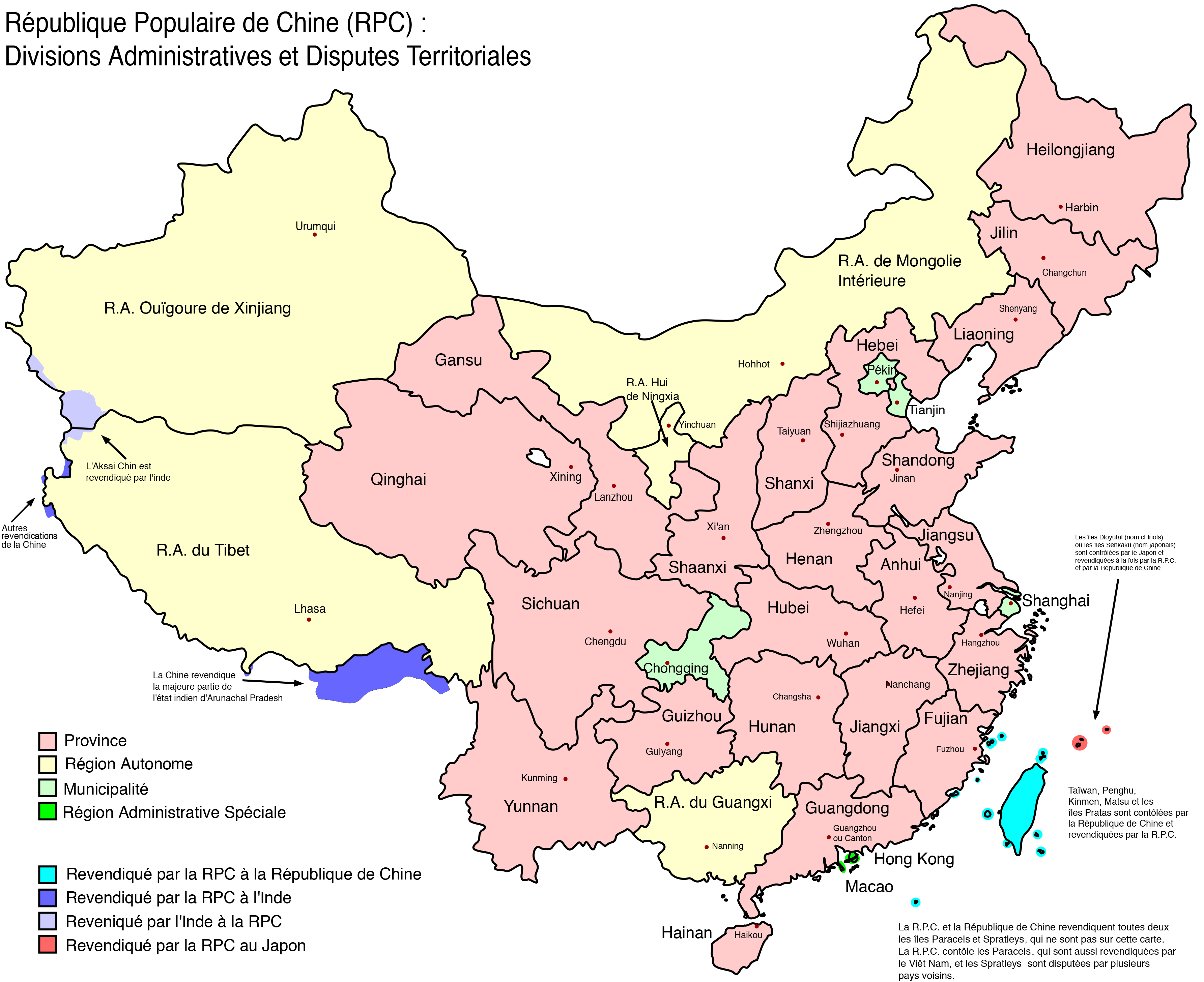
Divisions administratives et disputes territoriales de la république populaire de Chine.

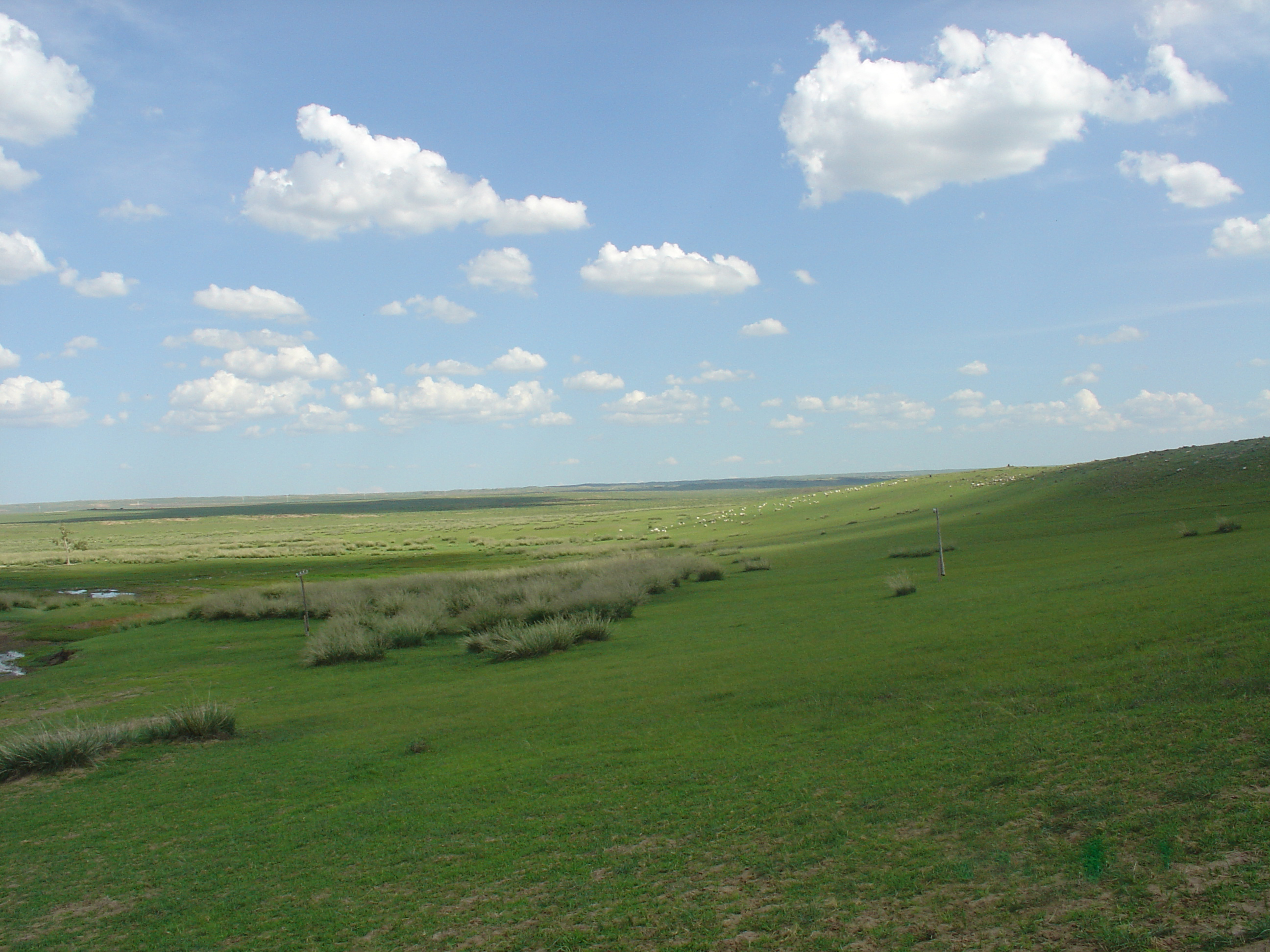
La prairie mongole.

La plus grande partie de la Mongolie-Intérieure se compose de hauts plateaux, fermée dans sa partie orientale par le Grand Khingan (Daxing’an Lin). Les chaînes du Yinshan se trouvent au centre de la Mongolie-Intérieure dont le point culminant (3 556 m) se situe dans la chaîne des monts Helan (Helan shan), à l'ouest de la boucle du fleuve Jaune (Huang he).
Le désert de Gobi s'étend au nord de la région. Le plateau d'Ordos, au sein de la boucle du fleuve Jaune est désertique dans sa partie occidentale. La partie orientale de la Mongolie Intérieure nourrit les affluents du Liao He et du Soungari, lui-même un affluent du fleuve Amour. C'est à la confluence de l'Argoun et la Chilka que se forme l'Amour. L'Argoun à une centaine de kilomètres à l'Est de la Mongolie, puis l'Amour forment la majeure partie de la frontière naturelle entre la Chine et la Russie, sur la frontière Ouest de la ville-préfecture de Hulunbuir, et sur le nord et l'est de la province voisine du Heilongjiang.
En général le climat est continental avec de longs hivers. La moyenne des températures de janvier varie suivant le lieu de moins 20 °C à moins 6 °C, n'atteignant moins 30 °C que dans l'extrême nord-est, cependant que la moyenne du mois de juillet s'établit à plus vingt ou vingt-quatre degrés, ne restant inférieure à vingt degrés que dans cette même zone du nord-est.

## Villes principales
| Rang | Ville                   | Nom chinois | Population intra-urbaine 2010[réf. nécessaire] |
| ---- | ----------------------- | ----------- | ---------------------------------------------- |
| 1    | Baoutou ou Baotou       | 包头        | 1 720 099                                      |
| 2    | Hohhot (Huhehaote)      | 呼和浩特    | 1 980 774                                      |
| 3    | Chifeng (Ulanhad)       | 赤峰        | 759 955                                        |
| 4    | Tongliao                | 通辽        | 264 119                                        |
| 5    | Jining                  | 集宁        | 263 209                                        |
| 6    | Wuhai (Haibowan)        | 乌海        | 226 732                                        |
| 7    | Hailar (Hulunbuir)      | 海拉尔      | 215 869                                        |
| 8    | Linhe                   | 临河        | 170 937                                        |
| 9    | Ulanhot (Wulanhaote)    | 乌兰浩特    | 167 145                                        |
| 10   | Jiagedagi               | 加格达奇区  | 136 811                                        |
| 11   | Zalantun (Butha Qi)     | 扎兰屯      | 132 408                                        |
| 12   | Xilinhot (Xilinhaote)   | 锡林浩特    | 123 198                                        |
| 13   | Yakeshi (Xuaguit Qi)    | 牙克石      | 116 044                                        |
| 14   | Zhalainuoer (Jalai Nur) |             | 108 663                                        |
| 15   | Dongsheng               | 东胜        | 101 698                                        |

## Subdivisions administratives

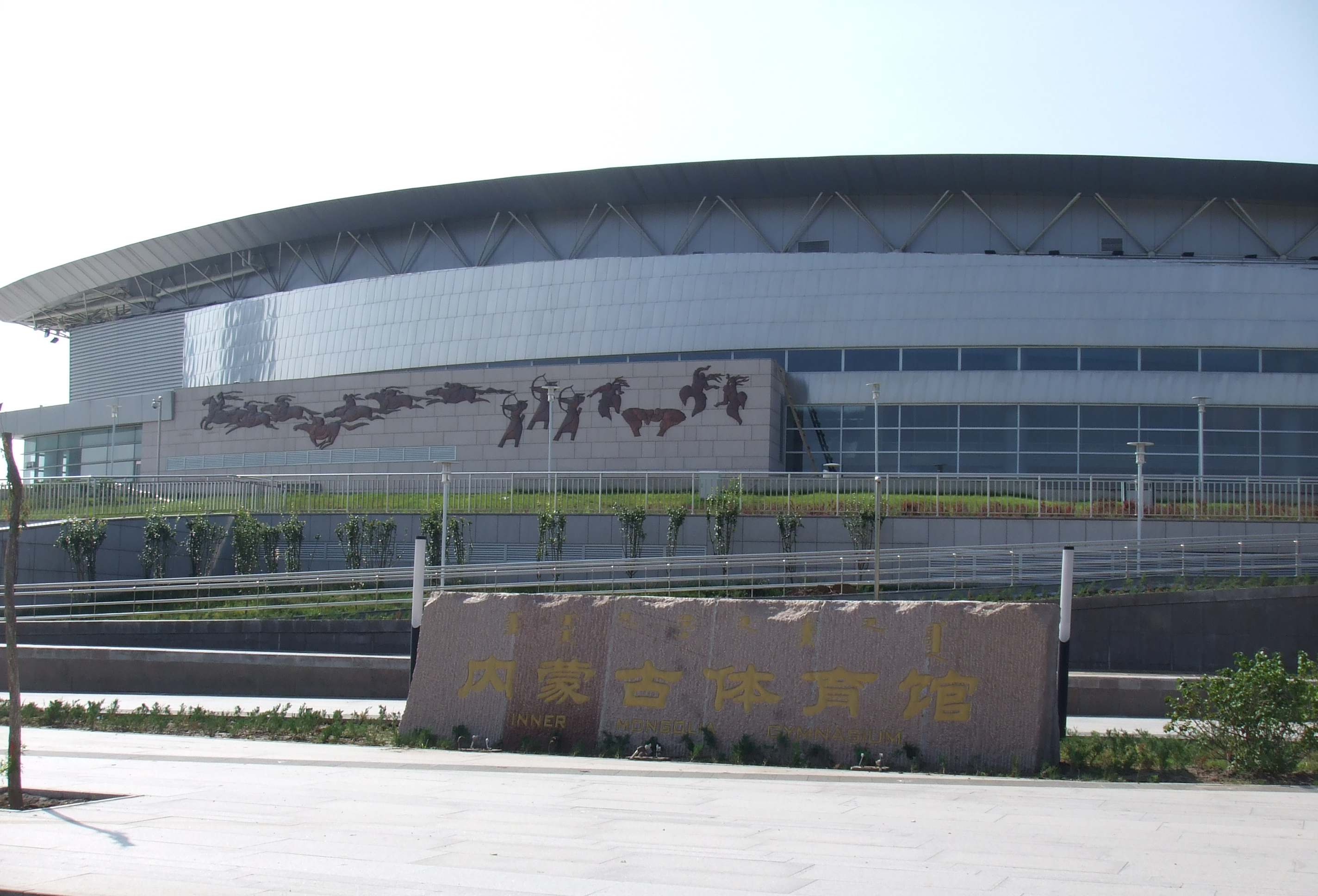
Le gymnase de Mongolie-Intérieure à Hohhot.

La Mongolie-Intérieure est divisée en douze préfectures comprenant neuf villes-préfectures (市, shì) et trois ligues (盟, méng).
Les villes-préfectures furent pour la plupart converties à partir d’anciennes ligues à partir de 1983.
Les douze préfectures de Mongolie-Intérieure sont découpées en cent-une subdivisions de niveau district, comprenant vingt-et-un districts, onze villes-districts, dix-sept xian, quarante-neuf bannières et trois bannières autonomes.
| Subdivisions administratives du Mongolie-Intérieure | Subdivisions administratives du Mongolie-Intérieure | Subdivisions administratives du Mongolie-Intérieure | Subdivisions administratives du Mongolie-Intérieure | Subdivisions administratives du Mongolie-Intérieure | Subdivisions administratives du Mongolie-Intérieure | Subdivisions administratives du Mongolie-Intérieure | Subdivisions administratives du Mongolie-Intérieure | Subdivisions administratives du Mongolie-Intérieure | Subdivisions administratives du Mongolie-Intérieure | Subdivisions administratives du Mongolie-Intérieure | Subdivisions administratives du Mongolie-Intérieure |
| --------------------------------------------------- | --------------------------------------------------- | --------------------------------------------------- | --------------------------------------------------- | --------------------------------------------------- | --------------------------------------------------- | --------------------------------------------------- | --------------------------------------------------- | --------------------------------------------------- | --------------------------------------------------- | --------------------------------------------------- | --------------------------------------------------- |
| District Xian                                       |                                                     |                                                     |                                                     |                                                     |                                                     |                                                     |                                                     |                                                     |                                                     |                                                     |                                                     |
| No.                                                 | Code subdivision                                    | Préfecture                                          | chinois Hanyu Pinyin                                | Mongol Translittération Boris                       | Superficie en km2                                   | Population 2010                                     | Siège                                               | Subdivisions                                        | Subdivisions                                        | Subdivisions                                        | Subdivisions                                        |
| No.                                                 | Code subdivision                                    | Préfecture                                          | chinois Hanyu Pinyin                                | Mongol Translittération Boris                       | Superficie en km2                                   | Population 2010                                     | Siège                                               | Districts                                           | Xians                                               | Xians autonomes                                     | villes-district                                     |
| — villes-préfectures —                              |                                                     |                                                     |                                                     |                                                     |                                                     |                                                     |                                                     |                                                     |                                                     |                                                     |                                                     |
| 2                                                   | 150800                                              | Bayannuur                                           | 巴彦淖尔市 Bāyànnào'ěr Shì                          | Bayannaɣur qota                                     | 65 755 km²                                          | 1 669 915                                           | District de Linhe                                   | 1                                                   | 6                                                   |                                                     |                                                     |
| 3                                                   | 150300                                              | Wuhai                                               | 乌海市 Wūhǎi Shì                                    | Üqai qota                                           | 1 754 km²                                           | 532 902                                             | District de Haibowan                                | 3                                                   |                                                     |                                                     |                                                     |
| 4                                                   | 150600                                              | Ordos                                               | 鄂尔多斯市 È'ěrduōsī Shì                            | Ordos qota                                          | 86 882 km²                                          | 1 940 653                                           | District de Kang Bashi                              | 2                                                   | 7                                                   |                                                     |                                                     |
| 5                                                   | 150200                                              | Baotou                                              | 包头市 Bāotóu Shì                                   | Buɣutu qota                                         | 27 768 km²                                          | 2 650 364                                           | District de Jiuyuan                                 | 6                                                   | 3                                                   |                                                     |                                                     |
| 6                                                   | 150100                                              | Hohhot                                              | 呼和浩特市 Hūhéhàotè Shì                            | Kökeqota                                            | 17 186 km²                                          | 2 866 615                                           | District de Xincheng                                | 4                                                   | 5                                                   |                                                     |                                                     |
| 7                                                   | 150900                                              | Ulaan Chab                                          | 乌兰察布市 Wūlánchábù Shì                           | Ulaɣančab qota                                      | 54 448 km²                                          | 2 143 590                                           | District de Jining                                  | 1                                                   | 9                                                   |                                                     | 1                                                   |
| 9                                                   | 150400                                              | Chifeng                                             | 赤峰市 Chìfēng Shì                                  | Ulaɣanqada qota                                     | 90 021 km²                                          | 4 341 245                                           | District de Songshan                                | 3                                                   | 9                                                   |                                                     |                                                     |
| 10                                                  | 150500                                              | Tongliao                                            | 通辽市 Tōngliáo Shì                                 | Tüŋliyou qota                                       | 59 535 km²                                          | 3 139 153                                           | District de Horqin                                  | 1                                                   | 6                                                   |                                                     | 1                                                   |
| 12                                                  | 150700                                              | Hulunbuir                                           | 呼伦贝尔市 Hūlúnbèi'ěr Shì                          | Kölön Buyir qota                                    | 254 004 km²                                         | 2 549 278                                           | District de Hailar                                  | 2                                                   | 4                                                   | 3                                                   | 5                                                   |
| — Ligues —                                          |                                                     |                                                     |                                                     |                                                     |                                                     |                                                     |                                                     |                                                     |                                                     |                                                     |                                                     |
| 1                                                   | 152900                                              | Alxa                                                | 阿拉善盟 Ālāshàn Méng                               | Alaša ayimaɣ                                        | 267 574 km²                                         | 231 334                                             | Bannière gauche d'Alxa                              |                                                     | 3                                                   |                                                     |                                                     |
| 8                                                   | 150500                                              | Xilin Gol                                           | 锡林郭勒盟 Xīlínguōlè Méng                          | Sili-yin Ɣool ayimaɣ                                | 202 580 km²                                         | 1 028 022                                           | Ville de Xilinhot                                   |                                                     | 10                                                  |                                                     | 2                                                   |
| 11                                                  | 152200                                              | Xing'an                                             | 兴安盟 Xīng'ān Méng                                 | Qiŋɣan ayimaɣ                                       | 59 806 km²                                          | 1 613 250                                           | Ville de Ulanhot                                    |                                                     | 4                                                   |                                                     | 2                                                   |

## Principales villes
| Agglomération | Désignation en chinois | Population de l'agglomération millions (2017) | Rang (Chine) | Superficie | Densité | Commentaire                          |
| ------------- | ---------------------- | --------------------------------------------- | ------------ | ---------- | ------- | ------------------------------------ |
| Baotou        |                        | 2,22                                          |              | 544 km²    | 410     |                                      |
| Hohhot        |                        | 2,2                                           |              | 466 km²    | 4700    |                                      |
| Tongliao      |                        | 0,965                                         |              | 194 km²    | 5000    |                                      |
| Chifeng       |                        | 0,935                                         |              | 168 km²    | 5600    |                                      |
| Dongsheng     |                        | 0,76                                          |              | 130 km²    | 5900    | Fait partie de la préfecture d'Ordos |
| Wuhai         |                        | 0,625                                         |              | 207 km²    | 3000    |                                      |
| Bayannuur     |                        | 0,55                                          |              | 135 km²    | 4100    |                                      |

## Économie

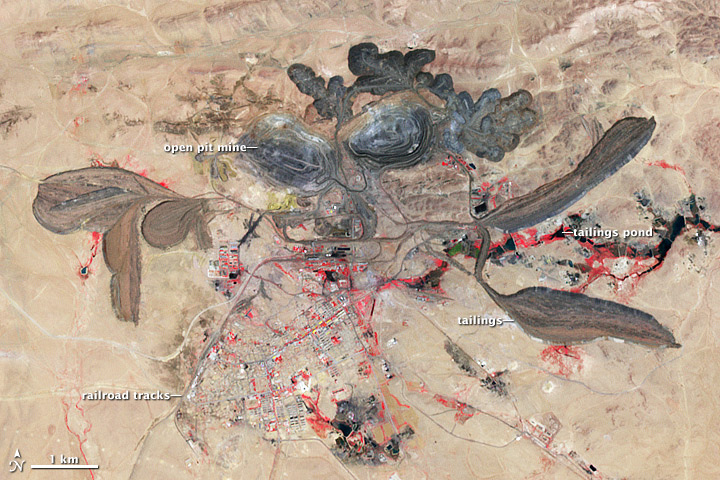
Photo satellite de Bayan Obo

La culture de céréales se fait dans les vallées près des rivières. Dans les prairies plus arides, l’élevage de chèvres, de moutons, de bovins, de chevaux, de chameaux ou de yaks est la méthode traditionnelle de subsistance.
La sylviculture et la chasse sont importants dans la région du Grand Khingan (大兴安岭, dà xīng'ān lǐng), Ligue de Xing'an, à l'est. Les Evenks, peuple toungouse y vivent de l'élevage du renne et de fruits des baies, dans leur bannière autonome.
La Mongolie-Intérieure possède la plus grande mine de terres rares du monde à Bayan Obo près de Baotou. Le gouvernement provincial possède notamment le groupe Baogang, un géant minier et chimique qui exploite outre la mine de Bayan Obo, les aciéries et la plupart des raffineries de terres rares de Baotou. Baogang est également un pilier du complexe militaro-industriel chinois depuis Mao Zedong. Alors que l'impact de l'exploitation des terres rares sur l'environnement et la santé des habitants fait l'objet de nombreuses critiques, la réglementation de la pollution relève principalement de la responsabilité du gouvernement provincial.
La Mongolie-Intérieure a aussi de très importantes ressources minières (niobium, zirconium et béryllium) ainsi que de très importantes mines de charbon.
L’industrie en Mongolie-Intérieure se développe autour du charbon, de l’électricité, du cachemire, de l’industrie chimique et des industries connexes.
Une base militaire et spatiale est implantée dans la partie occidentale de la Mongolie-Intérieure à Jiuquan. C'est à partir de cette base qu'ont été lancés les premiers vols habités chinois.

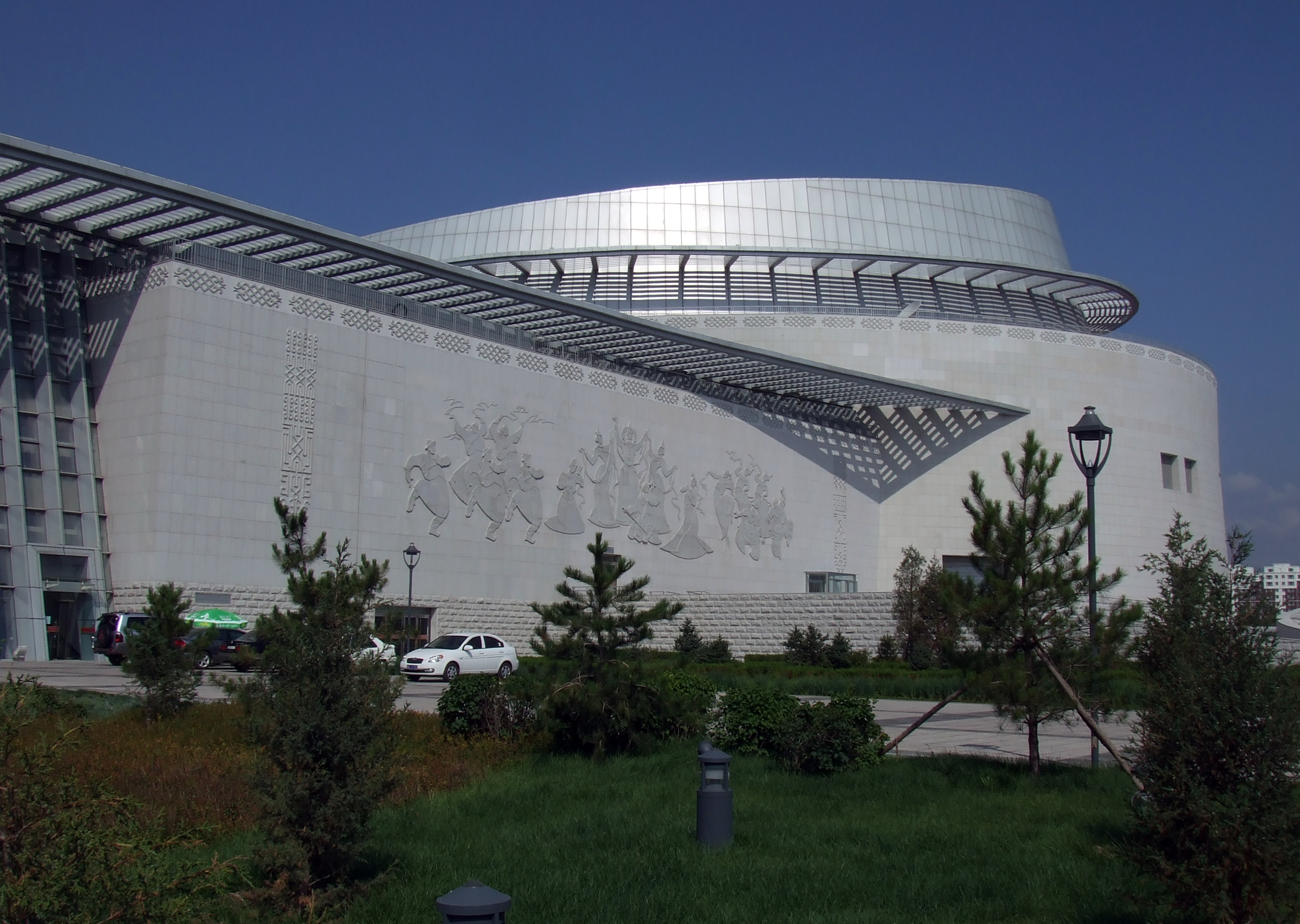
Le Théâtre de Mongolie-Intérieure à Hohhot.

## Démographie
Les Hans forment le plus grand groupe ethnique, représentant environ 80 % de la population. La migration han commença au début du XVIIIe siècle avec les encouragements de la dynastie Qing et s’accéléra au XXe siècle. Les Hans vivent principalement le long du fleuve Jaune et dans les centres urbains du centre et de l’est de la Mongolie-Intérieure. Les Mongols sont le second groupe ethnique représentant environ 17 % de la population. De nombreux Mongols, traditionnellement nomades, ont été sédentarisés durant la période de collectivisation des années 1950 et 1960.
Les autres groupes ethniques comprennent les Mandchous, les Evenks, les Coréens, les Oroqen, les Daurs et les Hui.
| Année                                                                                          | Population totale | Population des Hans | Population des Hans | Population des Mongols | Population des Mongols |
| ---------------------------------------------------------------------------------------------- | ----------------- | ------------------- | ------------------- | ---------------------- | ---------------------- |
| 1953 (excluant la Province de Rehe, partiellement incorporée à la Mongolie-Intérieure en 1955) | 6 100 200         | 5 120 000           | 83,9 %              | 888 000                | 14,6 %                 |
| 1964                                                                                           | 12 334 100        | 10 729 400          | 87,0 %              | 1 384 500              | 11,2 %                 |
| 1982                                                                                           | 19 274 300        | 16 277 600          | 84,4 %              | 2 489 400              | 12,9 %                 |
| 1990                                                                                           | 21 456 500        | 17 290 000          | 80,6 %              | 3 379 700              | 15,8 %                 |
| 2000                                                                                           | 23 323 347        | 18 465 586          | 79,2 %              | 3 995 349              | 17,1 %                 |
| 2010                                                                                           | 24 706 321        | 19 650 687          | 79,5 %              | 4 226 093              | 17,1 %                 |

## Tourisme

### Hohhot
- Le temple de Dazhao est un temple lamaïste construit en 1580. Le temple est connu pour sa statue de Bouddha en argent, ses sculptures de dragons et ses peintures murales.
- Le temple de Xiaozhao, aussi connu sous le nom de temple de Chongfu, est un temple lamaïste construit en 1697, temple privilégié par l’empereur Kangxi de la dynastie Qing.
- Le temple de Xilituzhao est le plus grand temple lamaïste de la région de Hohhot, et fut autrefois le centre du lamaïsme dans la région.
- Le temple de Guanyin est un temple dédié au boddhisatva Guanyin (Guanyin pusa) situé a Hothot à une centaine de mètres du temple Dazhao
- La tombe de Wang Zhaojun, une femme du harem de la dynastie Han ayant épousé l’empereur Xiongnu, Huhanye, un mariage qui aurait permis soixante ans de paix entre les Chinois et les Xiongnu.

### Ailleurs
- Le Mausolée de Gengis Khan dans l’Ordos.
- Les prairies de Bashang, proche de Pékin, lieu de retraite privilégié par les résidents urbains à la recherche de calme.

## Langues
Les langues parlées en Mongolie-Intérieure sont :
- Différentes langues mongoles (dialecte tchakhar du mongol central (langue principale), bouriate, oïrat, etc.)
- l'evenki (langue toungouse), au Nord-Est.

## Transport
- Le Métro de Hohhot, ouvert en décembre 2019, est le premier réseau de métro de la Mongolie-Intérieure.
- La Mongolie-Intérieure a de nombreuses gares dont la gare de Baotou, la gare de Hohhot, gare de Hohhot-Est, etc.
- L'aéroport international de Hohhot Baita, aéroport actuel qui sera remplacé par l'aéroport de Hohhot-Shengle.
- L'aéroport international de Hohhot-Shengle, en construction, qui remplacera l'aéroport actuel de Hohhot Baita.

## Collèges et universités
- Université de Chifeng (赤峰学院)
- Université agricole de Mongolie-Intérieure (内蒙古农业大学)
- Collège de finance et d’économie de Mongolie-Intérieure (内蒙古财经学院)
- Collège médical de Mongolie-Intérieure (内蒙古医学院)
- École normale de Mongolie-Intérieure (内蒙古师范大学)
- Université de Mongolie-Intérieure (内蒙古大学)
- Université des minorités de Mongolie-Intérieure (内蒙古民族大学)
- Université de sciences et technologie de Mongolie-Intérieure (内蒙古科技大学)
- Université de technologie de Mongolie-Intérieure (内蒙古工业大学)

Toutes les institutions ci-dessus sont placées sous l’autorité du gouvernement de la région autonome. Les institutions n’ayant pas un second cycle complet ne sont pas listées.

## Personnages célèbres
- Bao Xishun : homme le plus grand au monde entre 2005 et 2007.
- Hada : activiste mongol militant pour l'autodétermination de la Mongolie méridionale (Intérieure).

## Complément bibliographique
- Éléonore Fournié, « Au-delà de la Grande Muraille : Chine et Mongolie face-à-face », Archéologia, Éditions Faton, no 540,‎ février 2016, pages 26 à 35 (ISSN 0570-6270).
- Gine Victor Leclercq, Va comme le vent, Le Livre de poche, 1984. (fiction se déroulant dans la région)